# Inti Boko
Inti Boko, född 1 maj 2015, död 20 februari 2024, var en svensk varmblodig travhäst. Han tränas av sin ägare Timo Nurmos och körs oftast av Jorma Kontio.
Inti Boko tävlade mellan juni 2018 och september 2023. Han inledde karriären med fyra raka segrar. Han sprang totalt in 6,1 miljoner kronor på 40 starter varav 10 segrar, 6 andraplatser och 2 tredjeplatser. Han tog karriärens största seger i Svenskt Trav-Kriterium (2018). Han segrade även i Gunnar Nordins Lopp (2019), och kom på andraplats i Breeders' Crown för 3-åriga (2018).